# Maria Boberg
Maria Elisabeth Boberg, född 1784, död 27 december 1839, var en svensk månglare.
Hon var dotter till skomakarmästaren Johan Boberg (död 1799) och Catharina Boberg (död 1828). Hon var syster till Regina Catharina (möjligen död i koleran 1834), Johan Gustav och Johanna Christina. Catharina Boberg var månglare under en sexårsperiod, och Maria Boberg assisterade sin mor i affärsrörelsen. 1800 fick Catharina Boberg dottern Eva Elisabeth (1800-1835) tillsammans med sin avlidna makes gesäll Magnus Lindblad, men Magnus gifte sig istället 1802 med Maria Boberg, som då var gravid med deras dotter Anna Catharina. 
Maria Boberg ansökte 1802 om mångleri med hänvisning till att hon redan var sin mors assistent och att makens lön inte räckte för att försörja dem, deras barn, hennes mor och fyra syskon; hon fick följande år dessutom ytterligare en dotter. Även hennes systrar Regina (gift med Magnus bror Johan) och Eva blev (1820 respektive 1830) verksamma som månglare. Maria Boberg öppnade 1802 sitt mångleri i en bod (butik) vid Fredsgatan 18, där hon sålde frukt, fågel, hummer, medvurst, ägg, bär, kyckling, pepparkakor, bakelser och nötter. 
Mångleriets syfte var att hjälpa kvinnor att försörja sig, men Maria Boberg tycks ha uppnått en ovanlig framgång för att vara en månglare före näringsreformerna 1846-64. Trots att hon formellt var månglerska, kallades hon inte månglerska utan "frukthandlerska", och i rätten kallades hon "fru", en titel som under denna tid endast tillföll adliga kvinnor, medan gifta borgarkvinnor kallades madam och arbetarkvinnor hustru. Hon hade tre pigor och barnflicka och köpte 1832 Torsken 2 i Jakobs församling, ett stenhus med nyklassisk fasad, för 21500 rdr banco, det högsta taxerande hus som ägts av en månglare perioden 1819-1846. Hon hade 1833 åtta hushåll i sitt hus, och bland hennes hyresgäster fanns kammarherre G.F. von Rosen och kammarherre Gustaf d'Albedyhll. 
Maria Boberg tog ut skilsmässa 1817; Magnus hade då flyttat hemifrån till en annan kvinna, och även om den otrohet han anklagades för inte gick att bevisa, kunde Maria få skilsmässa med utgångspunkt från att han dömts till fängelse, eftersom han dömdes till ett år på Karlskrona fästning för sjunde resan fylleri. Hon var vid sin död fostermor till tre föräldralösa barnbarn och sin brorsdotter Charlotta Christina Boberg, som även var hennes informella affärskompanjon och bodbiträde. När hon dog lämnade hon efter sig ett hus på 28.000 rdr banco, lösöre, kontanter och fodringar på 7500 rdr banco. Hon lämnade efter sig, utöver arvet till sina barn, 100 rdr banco till sin syster Evas barn och 666 rdr banco till Charlotta. Charlotta Christina blev hennes arvtagare och fick överta hennes rörelse.